# Distretto di Qaratal
Il distretto di Qaratal (in kazako Қаратал ауданы?) è un distretto (audan) del Kazakistan con  capoluogo Üştöbe.